# District de Beroun
Le district de Beroun (en tchèque : okres Beroun) est l'un des 12 districts de la région de Bohême-Centrale, en Tchéquie. Son chef-lieu est la ville de Beroun.

## Liste des communes
Le district compte 85 communes, dont 6 ont le statut de ville (město, en gras) et 4 celui de bourg (městys, en italique) :
Bavoryně •
Beroun • 
Běštín •
Březová •
Broumy •
Bubovice •
Bykoš •
Bzová •
Cerhovice • 
Chaloupky •
Chlustina •
Chodouň •
Chrustenice •
Chyňava •
Drozdov •
Felbabka •
Hlásná Třebaň •
Hořovice • 
Hostomice • 
Hředle •
Hudlice •
Hvozdec •
Hýskov •
Jivina •
Karlštejn • 
Komárov • 
Koněprusy •
Korno •
Kotopeky •
Králův Dvůr •
Kublov •
Lážovice •
Lhotka •
Libomyšl •
Liteň • 
Lochovice •
Loděnice •
Lužce •
Malá Víska •
Málkov •
Měňany •
Mezouň •
Mořina •
Mořinka •
Nenačovice •
Nesvačily •
Neumětely •
Nižbor •
Nový Jáchymov •
Olešná •
Osek •
Osov •
Otmíče •
Otročiněves •
Podbrdy •
Podluhy •
Praskolesy •
Rpety •
Skřipel •
Skuhrov •
Srbsko •
Stašov •
Suchomasty •
Svatá •
Svatý Jan pod Skalou •
Svinaře •
Tetín •
Tlustice •
Tmaň •
Točník •
Trubín •
Trubská •
Újezd •
Velký Chlumec •
Vinařice •
Vižina •
Vráž •
Všeradice •
Vysoký Újezd •
Zadní Třebaň •
Zaječov •
Záluží •
Zdice • 
Žebrák •
Železná •

## Principales communes
Population des dix principales communes du district au 1er janvier 2024 et évolution depuis le 1er janvier 2023 :
| Beroun      | 21 272 | en augmentation |
| Králův Dvůr | 10 613 | en augmentation |
| Hořovice    | 7 842  | en augmentation |
| Zdice       | 4 120  | en diminution   |
| Komárov     | 2 408  | en diminution   |
| Žebrák      | 2 242  | en stagnation   |
| Nižbor      | 2 131  | en diminution   |
| Hýskov      | 2 209  | en augmentation |
| Loděnice    | 2 076  | en diminution   |
| Chyňava     | 1 886  | en augmentation |

## Source
- (cs) Cet article est partiellement ou en totalité issu de l’article de Wikipédia en tchèque intitulé « Okres Beroun » (voir la liste des auteurs).